# Yardimli (ciudad)
Yardimli (en azerí: Yardımlı) es una localidad de Azerbaiyán, capital del raión homónimo.
Se encuentra a una altitud de 1068 m sobre el nivel del mar. 

## Demografía
Según estimación 2010 contaba con 14834 habitantes.